# Episodi de L'ispettore Gently
Gli episodi de L'ispettore Gently vanno in onda dall'8 aprile 2007 sul canale inglese BBC One.
In Italia le prime sette stagioni sono andate in onda in prima visione su Rai Premium dal 2 ottobre 2015 all'8 settembre 2016.
L'ottava ed ultima stagione è andata in onda su Giallo il 7 e il 14 novembre 2019.
| Stagione | Titolo originale          | Titolo italiano               | Prima TV UK       | Prima TV Italia   |
| -------- | ------------------------- | ----------------------------- | ----------------- | ----------------- |
| Pilot    | Gently Go Man             | Il coraggio                   | 8 aprile 2007     | 2 ottobre 2015    |
| 1        | The Burning Man           | L'anello di Wanda             | 13 luglio 2008    | 9 ottobre 2015    |
| 1        | Bomber's Moon             | Luna di piombo                | 20 luglio 2008    | 16 ottobre 2015   |
| 2        | Gently with the Innocents | Gli innocenti                 | 3 maggio 2009     | 23 ottobre 2015   |
| 2        | Gently in the Night       | Gently di notte               | 10 maggio 2009    | 30 ottobre 2015   |
| 2        | Gently in the Blood       | Amore e sangue                | 17 maggio 2009    | 3 novembre 2015   |
| 2        | Gently Through the Mill   | L'odore del grano             | 24 maggio 2009    | 10 novembre 2015  |
| 3        | Gently Evil               | Il seme del male              | 26 settembre 2010 | 17 novembre 2015  |
| 3        | Peace and Love            | Pace e amore                  | 3 ottobre 2010    | 24 novembre 2015  |
| 4        | Gently Upside Down        | Il mondo è... sottosopra      | 4 settembre 2011  | 8 dicembre 2015   |
| 4        | Goodbye China             | Il mio amico China            | 11 settembre 2011 | 1º dicembre 2015  |
| 5        | Gently Northern Soul      | Omicidio a tinte razziste     | 26 agosto 2012    | 30 giugno 2016    |
| 5        | Gently With Class         | Una donna amatissima          | 2 settembre 2012  | 15 dicembre 2015  |
| 5        | The Lost Child            | La bambina scomparsa          | 9 settembre 2012  | 7 luglio 2016     |
| 5        | Gently In The Cathedral   | Gently sotto accusa           | 16 settembre 2012 | 14 luglio 2016    |
| 6        | Gently Between The Lines  | Lotta "senza quartiere"       | 6 febbraio 2014   | 21 luglio 2016    |
| 6        | Blue for Bluebird         | La vacanza perfetta           | 13 febbraio 2014  | 28 luglio 2016    |
| 6        | Gently With Honour        | Una questione d'onore         | 20 febbraio 2014  | 4 agosto 2016     |
| 6        | Gently Going Under        | In lotta tra le macerie       | 27 febbraio 2014  | 11 agosto 2016    |
| 7        | Gently with the Women     | Gently e le donne             | 29 aprile 2015    | 18 agosto 2016    |
| 7        | Breathe in the Air        | La fabbrica della neve        | 6 maggio 2015     | 25 agosto 2016    |
| 7        | Gently Among Friends      | Un amico è per sempre         | 13 maggio 2015    | 1º settembre 2016 |
| 7        | Son of a Gun              | Tragica rapina                | 20 maggio 2015    | 8 settembre 2016  |
| 8        | Gently Liberated          | La strada per l'emancipazione | 21 maggio 2017    | 7 novembre 2019   |
| 8        | Gently and the New Age    | Gently e la nuova era         | 30 ottobre 2017   | 14 novembre 2019  |